# 岐阜県立中濃特別支援学校
岐阜県立中濃特別支援学校（ぎふけんりつ ちゅうのうとくべつしえんがっこう）は、岐阜県関市桐ヶ丘にある知的障害者のための公立特別支援学校。

## 概要
- 創立 1978年
- 生徒の多くはスクールバスを利用しており、岐阜コース（岐阜市日野方面）、各務原コース（各務原市那加方面）、鵜沼コース（各務原市鵜沼方面）、関循環コース（関市方面）、美濃コース（美濃市方面）、小瀬・藍川コース（関市小瀬・岐阜市藍川方面）の6コースが運行されている。また、一部の生徒は隣接の障害児入所施設の岐阜県立ひまわりの丘第一学園から通学する。

### 学部
- 小学部
- 中学部
- 高等部

### 教育方針
- 児童生徒一人一人の障害や発達段階、特性に応じた教育
- 障害を改善・克服し心身の調和的発達を促す教育
- 基礎的・基本的内容の定着を図り，生きる力を育む教育
- 自ら学び考える力を育成する教育

## 沿革
- 1978年（昭和53年）4月1日 - 中濃養護学校として開校。小学部、中学部を設置。
- 1991年（平成3年）4月1日 - 高等部を設置。
- 2007年（平成19年）4月1日 - 岐阜県立中濃特別支援学校に改称する。
- 2015年（平成27年）4月 - 岐阜県立関特別支援学校内に高等部分教室を設置。

## 部活動

### 運動系
- サッカー部
- フライングディスク部
- 陸上部
- 和太鼓部
- 卓球部

### 文化系
- 音楽部
- パソコン部

## アクセス
- 長良川鉄道 関駅より岐阜バス 新関バス停まで徒歩5分
新関バス停より（倉知線三柿野行き）向山団地バス停下車徒歩5分
- 名鉄各務原線 三柿野駅より岐阜バス（倉知線新関行き） 藤谷停下車徒歩5分